# Linea Yokohama
La Linea Yokohama (横浜線?, Yokohama-sen) è una linea ferroviaria a carattere regionale giapponese gestita dalla JR East a scartamento ridotto che collega le stazioni di Higashi-Kanagawa, nella prefettura di Kanagawa e di Hachiōji, città conurbata con Tokyo. Il nome deriva dal fatto che nella sua parte meridionale la linea attraversa il comune di Yokohama.

## Storia
La ferrovia venne aperta dalla società privata Ferrovia di Yokohama (横浜鉄道?, Yokohama Tetsudō) il 23 settembre 1908, e ceduta al governo nel 1910. La linea venne nazionalizzata nel 1917. Nel 1925 la linea venne elettrificata sperimentalmente, prima di effettuare l'operazione sulla linea principale Tōkaidō. Questo avvenne in due fasi: per primo il segmento fra Higashi-Kanagawa e Haramachida (ora Machida) nel 1932, e infine la parte fino ad Hachiōji nel 1941.
Nel frattempo si avviò il raddoppio dei binari: la tratta fra Kikuna e Shin-Yokohama nel 1967, e la rimanente nel 1988.

## Servizi

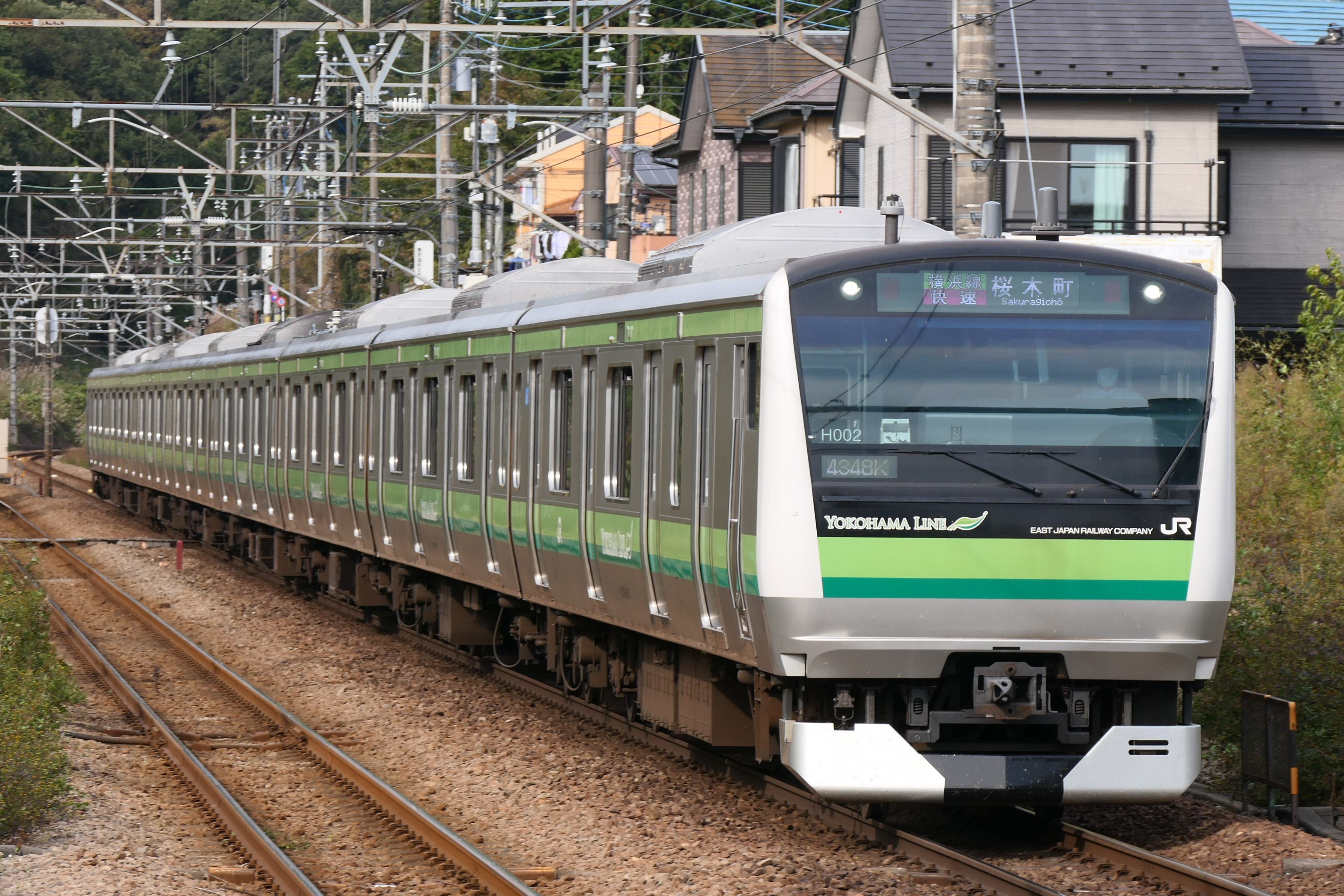
Un treno della serie E233-6000, introdotto sulla linea dal 2020

A discapito del nome, solo un terzo dei treni arriva fino alla stazione di Yokohama. I treni rapidi operano ogni 30 minuti durante il giorno. Alcuni treni inoltre provengono dalla stazione di Chigasaki sulla linea Sagami e si immettono sulla linea a Hashimoto.

## Percorso
| Stazione          | Giapponese       | Distanza | Distanza | Rapido | Diretto verso linea Sagami     | Collegamenti                                                                                       | Posizione            | Posizione |
| Stazione          | Giapponese       | Interst. | Totale   | Rapido | Diretto verso linea Sagami     | Collegamenti                                                                                       | Posizione            | Posizione |
| ----------------- | ---------------- | -------- | -------- | ------ | ------------------------------ | -------------------------------------------------------------------------------------------------- | -------------------- | --------- |
| Higashi-Kanagawa  | 東神奈川         | -        | 0.0      | ●      | per Chigasaki via linea Sagami | ■ Linea Keihin-Tōhoku Linea Keikyū principale (Stazione di Nakakido)                               | Kanagawa-ku Yokohama | Kanagawa  |
| Ōguchi            | 大口             | 2.2      | 2.2      | ｜     | per Chigasaki via linea Sagami | | Kanagawa-ku Yokohama | Kanagawa  |
| Kikuna            | 菊名             | 2.6      | 4.8      | ●      | per Chigasaki via linea Sagami | Linea Tōkyū Tōyoko                                                                                 | Kōhoku-ku Yokohama   | Kanagawa  |
| Shin-Yokohama     | 新横浜           | 1.3      | 6.1      | ●      | per Chigasaki via linea Sagami | Tōkaidō Shinkansen Linea blu (B25)                                                                 | Kōhoku-ku Yokohama   | Kanagawa  |
| Kozukue           | 小机             | 1.7      | 7.8      | ｜     | per Chigasaki via linea Sagami | | Kōhoku-ku Yokohama   | Kanagawa  |
| Kamoi             | 鴨居             | 3.1      | 10.9     | ●      | per Chigasaki via linea Sagami | | Midori-ku Yokohama   | Kanagawa  |
| Nakayama          | 中山             | 2.6      | 13.5     | ●      | per Chigasaki via linea Sagami | Linea verde (G01)                                                                                  | Midori-ku Yokohama   | Kanagawa  |
| Tōka-Ichiba       | 十日市場         | 2.4      | 15.9     | ｜     | per Chigasaki via linea Sagami | | Midori-ku Yokohama   | Kanagawa  |
| Nagatsuta         | 長津田           | 2.0      | 17.9     | ●      | per Chigasaki via linea Sagami | ■ Linea Tōkyū Den-en-toshi Linea Kodomonokuni                                                      | Midori-ku Yokohama   | Kanagawa  |
| Naruse            | 成瀬             | 2.3      | 20.2     | ｜     | per Chigasaki via linea Sagami | | Machida              | Tokyo     |
| Machida           | 町田             | 2.7      | 22.9     | ●      | per Chigasaki via linea Sagami | ■ Linea Odakyū Odawara                                                                             | Machida              | Tokyo     |
| Kobuchi           | 古淵             | 2.8      | 25.7     | ｜     | per Chigasaki via linea Sagami | | Minami-ku Sagamihara | Kanagawa  |
| Fuchinobe         | 淵野辺           | 2.7      | 28.4     | ｜     | per Chigasaki via linea Sagami | | Chūō-ku Sagamihara   | Kanagawa  |
| Yabe              | 矢部             | 0.8      | 29.2     | ｜     | per Chigasaki via linea Sagami | | Chūō-ku Sagamihara   | Kanagawa  |
| Sagamihara        | 相模原           | 1.8      | 31.0     | ●      | per Chigasaki via linea Sagami | | Chūō-ku Sagamihara   | Kanagawa  |
| Hashimoto         | 橋本             | 2.8      | 33.8     | ●      | ●                              | ■ Linea Sagami Linea Keiō Sagamihara                                                               | Midori-ku Sagamihara | Kanagawa  |
| Aihara            | 相原             | 1.9      | 35.7     | ●      | ●                              | | Machida              | Tokyo     |
| Hachiōji-Minamino | 八王子みなみ野駅 | 2.9      | 38.6     | ●      | ●                              | | Hachiōji             | Tokyo     |
| Katakura          | 片倉             | 1.4      | 40.0     | ●      | ●                              | Linea Keiō Takao (Keiō-Katakura)                                                                   | Hachiōji             | Tokyo     |
| Hachiōji          | 八王子           | 2.6      | 42.6     | ●      | ●                              | ■ Linea principale Chūō ■ Linea Rapida Chūō ■ Linea Hachikō Linea Keiō (Stazione di Keiō-Hachiōji) | Hachiōji             | Tokyo     |